# Thaumatocaryum
- Commons
- Wikispecies

Thaumatocaryum é um gênero de plantas pertencente à família Boraginaceae.